# وپریو دادا
وپریو دادا (به ایتالیایی: Vaprio d'Adda) یک کومونه در ایتالیا است که در استان میلان واقع شده‌است.

## خصوصیات
وپریو دادا ۷٫۰۵ کیلومترمربع مساحت و ۷٬۰۳۹ نفر جمعیت دارد و ۱۶۱ متر بالاتر از سطح دریا واقع شده‌است.